# The Paths of King Nikola 2008
The Paths of King Nikola 2008, quattordicesima edizione della corsa, valida come evento del circuito UCI Europe Tour 2008 categoria 2.2, si svolse in quattro tappe dal 20 al 23 marzo 2008 con partenza ed arrivo a Cettigne per un percorso totale di 686,9 km. Fu vinta dallo sloveno Mitja Mahorič, che terminò la gara in 15 ore 50 minuti e 51 secondi alla media di 43,34 km/h.
Al traguardo finale di Cettigne 51 ciclisti conclusero la gara.

## Tappe
| Tappa  | Data     | Percorso               | km    | Vincitore di tappa | Leader cl. generale |
| ------ | -------- | ---------------------- | ----- | ------------------ | ------------------- |
| 1ª     | 20 marzo | Cettigne > Herceg Novi | 169   | Mitja Mahorič      | Mitja Mahorič       |
| 2ª     | 21 marzo | Herceg Novi > Dulcigno | 133,5 | Mitja Mahorič      | Mitja Mahorič       |
| 3ª     | 22 marzo | Dulcigno > Antivari    | 200   | Kristjan Fajt      | Mitja Mahorič       |
| 4ª     | 23 marzo | Antivari > Cettigne    | 83    | Ivajlo Gabrovski   | Mitja Mahorič       |
| Totale | Totale   | Totale                 | 585,5 |                    |                     |

## Squadre partecipanti
| N.    | Cod. | Squadra               |
| ----- | ---- | --------------------- |
| 1-5   | PER  | Perutnina Ptuj        |
| 6-10  | ASP  | AC Sparta Praha       |
| 11-15 | ALB  | Albania               |
| 16-20 |      | Asito Cycling Team    |
| 21-25 |      | Bianchi Store Munchen |
| 26-30 | AUT  | Austria               |
| 31-35 | LOB  | Loborika Favorit Team |
| 36-40 | BIH  | Bosnia ed Erzegovina  |
| 41-45 | CCB  | Cycling Club Bourgas  |
| 46-50 | BEI  | CK Windoor's Pribram  |
| 56-60 |      | Hemus 1896            |
| 61-65 |      | Imagis-MapaMap        |
| 66-70 |      | Monteinfo.com         |

| N.      | Cod. | Squadra                         |
| ------- | ---- | ------------------------------- |
| 71-75   |      | MROZ-Action-Uniqa               |
| 76-80   | CSO  | Olimpic Team Autoconstruct      |
| 81-85   | PNB  | P-Nivo-Betonexpressz 2000       |
| 86-90   |      | Profiline                       |
| 91-95   |      | Puris Kamen                     |
| 96-100  | SAK  | Sava                            |
| 101-105 | SRB  | Serbia                          |
| 106-110 | LTU  | Lituania                        |
| 111-115 | GLS  | Team GLS-Pakke Shop             |
| 116-120 | CZP  | Centri della Calzatura-Partizan |
| 121-125 | TUR  | Turchia                         |
| 126-130 |      | Tușnad                          |

## Dettagli delle tappe

### 1ª tappa
- 20 marzo: Cettigne > Herceg Novi – 169 km

Risultati
| Pos. | Corridore       | Squadra        | Tempo    |
| ---- | --------------- | -------------- | -------- |
| 1    | Mitja Mahorič   | Perutnina Ptuj | 4h04'42" |
| 2    | Robin Chaigneau | Asito C. T.    | s.t.     |
| 3    | Nikola Aistrup  | GLS-Pakke      | s.t.     |

| Pos. | Corridore       | Squadra        | Tempo    |
| ---- | --------------- | -------------- | -------- |
| 1    | Mitja Mahorič   | Perutnina Ptuj | 4h04'32" |
| 2    | Robin Chaigneau | Asito C. T.    | a 4"     |
| 3    | Nikola Aistrup  | GLS-Pakke      | a 6"     |

### 2ª tappa
- 21 marzo: Herceg Novi > Dulcigno – 133,5 km

Risultati
| Pos. | Corridore      | Squadra        | Tempo    |
| ---- | -------------- | -------------- | -------- |
| 1    | Mitja Mahorič  | Perutnina Ptuj | 3h20'24" |
| 2    | Emanuele Rizza | P-Nivo         | s.t.     |
| 3    | Daniel Petrov  | C. C. Bourgas  | s.t.     |

| Pos. | Corridore       | Squadra        | Tempo    |
| ---- | --------------- | -------------- | -------- |
| 1    | Mitja Mahorič   | Perutnina Ptuj | 7h34'46" |
| 2    | Emanuele Rizza  | P-Nivo         | a 14"    |
| 3    | Robin Chaigneau | Asito C. T.    | s.t.     |

### 3ª tappa
- 22 marzo: Dulcigno > Antivari – 200 km

Risultati
| Pos. | Corridore     | Squadra        | Tempo    |
| ---- | ------------- | -------------- | -------- |
| 1    | Kristjan Fajt | Perutnina Ptuj | 5h31'19" |
| 2    | Mitja Mahorič | Perutnina Ptuj | s.t.     |
| 3    | Pavel Šumanov | Hemus 1896     | s.t.     |

| Pos. | Corridore     | Squadra        | Tempo     |
| ---- | ------------- | -------------- | --------- |
| 1    | Mitja Mahorič | Perutnina Ptuj | 13h05'56" |
| 2    | Kristjan Fajt | Perutnina Ptuj | a 19"     |
| 3    | Pavel Šumanov | Hemus 1896     | a 25"     |

### 4ª tappa
- 23 marzo: Antivari > Cettigne – 83 km

Risultati
| Pos. | Corridore        | Squadra       | Tempo    |
| ---- | ---------------- | ------------- | -------- |
| 1    | Ivajlo Gabrovski | Hemus 1896    | 2h38'20" |
| 2    | Daniel Petrov    | C. C. Bourgas | s.t.     |
| 3    | Uroš Silar       | Sava          | s.t.     |

| Pos. | Corridore     | Squadra        | Tempo     |
| ---- | ------------- | -------------- | --------- |
| 1    | Mitja Mahorič | Perutnina Ptuj | 15h50'51" |
| 2    | Kristjan Fajt | Perutnina Ptuj | a 19"     |
| 3    | Pavel Šumanov | Hemus 1896     | a 25"     |

## Classifiche finali

### Classifica generale
| Pos. | Corridore           | Squadra        | Tempo     |
| ---- | ------------------- | -------------- | --------- |
| 1    | Mitja Mahorič       | Perutnina Ptuj | 15h50'51" |
| 2    | Kristjan Fajt       | Perutnina Ptuj | a 19"     |
| 3    | Pavel Šumanov       | Hemus 1896     | a 25"     |
| 4    | Radoslav Rogina     | Perutnina Ptuj | a 29"     |
| 5    | Vladimir Kerkez     | Sava           | a 7'36"   |
| 6    | Emanuel Kišerlovski | Loborika       | a 7'37"   |
| 7    | Daniel Petrov       | C. C. Bourgas  | a 11'53"  |
| 8    | Hrvoje Miholjević   | Loborika       | a 12'02"  |
| 9    | Péter Kusztor       | P-Nivo         | s.t.      |
| 10   | Predrag Prokić      | Serbia         | a 12'05"  |

### Classifica a punti
| Pos. | Corridore         | Squadra        | Punti |
| ---- | ----------------- | -------------- | ----- |
| 1    | Mitja Mahorič     | Perutnina Ptuj | 75    |
| 2    | Daniel Petrov     | C. C. Bourgas  | 49    |
| 3    | Hrvoje Miholjević | Loborika       | 34    |
| 4    | Robin Chaigneau   | Asito C. T.    | 31    |
| 5    | Pavel Šumanov     | Hemus 1896     | 31    |

### Classifica scalatori
| Pos. | Corridore         | Squadra        | Punti |
| ---- | ----------------- | -------------- | ----- |
| 1    | Mitja Mahorič     | Perutnina Ptuj | 30    |
| 2    | Kristjan Fajt     | Perutnina Ptuj | 22    |
| 3    | Marko Hlebanja    | Sava           | 22    |
| 4    | Hrvoje Miholjević | Loborika       | 20    |
| 5    | Pavel Šumanov     | Hemus 1896     | 19    |

### Classifica a squadre
| Pos. | Squadra              | Tempo      |
| ---- | -------------------- | ---------- |
| 1    | Perutnina Ptuj       | 47h34'00"  |
| 2    | Sava                 | a 47'47"   |
| 3    | Cycling Club Bourgas | a 58'49"   |
| 4    | Lituania             | a 1h11'59" |
| 5    | Mróz Action Uniqa    | s.t.       |